# Libanonska ciklama
Libanonska ciklama (lat. Cyclamen libanoticum) je vrsta biljke iz roda ciklama.

## Stanište i otkriće
Živi na malom planinskom području u Libanonu sjeveroistočno od Beiruta s nadmorskom visinom 750-1400 metara. Otkrivena je 1895. godine na istom tom području. Nakon tog otkrića nije viđena u prirodi sve do 1961. i do te godine mislilo se da je izumrla.

## Opis
To je mala zeljasta biljka koja cvijeta od rujna do travnja. Cvjetovi su ispočetka skoro bijeli, a kasnije postaju blijedoružičaste boje. Na dnu svake latice nalazi se malena ružičastocrvena mrlja. Latice su najčešće ovalnog oblika, duge 16-25 milimetara, a široke 9-13 milimetara. Listovi su srcolikog oblika, boja im je sivkastozelena. Dugi su 4-8 centimetara, a široki 4-7,5 centimetara. 

## Vanjske poveznice
Ostali projekti
|  | Zajednički poslužitelj ima još gradiva o temi Libanonska ciklama |
|  | Wikivrste imaju podatke o taksonu Libanonska ciklama             |